# Aritz Bagües
Aritz Bagües Kalparsoro (Rentería, 19 de agosto de 1989) es un ciclista español que fue profesional entre 2011 y 2022.

## Trayectoria
Debutó como profesional con el equipo Orbea en la temporada 2011. Para la temporada 2015 fichó por el nuevo conjunto continental Murias Taldea.
En 2020 fichó por el Caja Rural-Seguros RGA. En este equipo se retiró en 2022 para ejercer de director deportivo en su filial a partir de 2023.

## Palmarés
- No consiguió victorias como profesional.

## Resultados en Grandes Vueltas
| Carrera | Carrera         | 2011 | 2012 | 2013 | 2014 | 2015 | 2016 | 2017 | 2018 | 2019  | 2020 | 2021 | 2022 |
| ------- | --------------- | ---- | ---- | ---- | ---- | ---- | ---- | ---- | ---- | ----- | ---- | ---- | ---- |
|         | Giro de Italia  | —    | —    | —    | —    | —    | —    | —    | —    | —     | —    | —    | —    |
|         | Tour de Francia | —    | —    | —    | —    | —    | —    | —    | —    | —     | —    | —    | —    |
|         | Vuelta a España | —    | —    | —    | —    | —    | —    | —    | 78.º | 117.º | 92.º | 87.º | —    |

—: no participa

Ab.: abandono

## Equipos
- Orbea/Euskadi (2011-2013)
- Gipuzkoa-Oreki (2014) (amateur)
- Murias (2015-2019)
  - Murias Taldea (2015)
  - Euskadi Basque Country-Murias (2016-2019)
- Caja Rural-Seguros RGA (2020-2022)